# Dymasius miser
Dymasius miser es una especie de escarabajo del género Dymasius, familia Cerambycidae. Fue descrita científicamente por Holzschuh en 2005.
Habita en China. Los machos y las hembras miden aproximadamente 20,8 mm. El período de vuelo de esta especie ocurre en los meses de mayo y junio.